# (464084) 2014 WJ314
(464084) 2014 WJ314 es un asteroide perteneciente al cinturón de asteroides, descubierto el 3 de diciembre de 2007 por el equipo Spacewatch desde el Observatorio Nacional de Kitt Peak (Arizona, Estados Unidos).